# George Brinton McClellan
George Brinton McClellan (3 de desembre de 1826 - 29 d'octubre de 1885) fou un major general de l'exèrcit de la Unió durant la Guerra Civil dels Estats Units.
Va organitzar el famós Exèrcit del Potomac i serví breument (novembre 1861 a març de 1862) com a general en cap de l'exèrcit de la Unió. Des de bon començament, McClellan tingué un paper important en la guerra, alçant un ben entrenat i organitzat exèrcit per a la Unió. El fet que McClellan fos meticulós en els seus plans i preparacions podia haver obstaculitzat la seva habilitat per desafiar oponents agressius en un moviment ràpid als voltants del camp de batalla. Sobreestimà crònicament la força de les unitats enemigues i era reticent a aplicar els principis de la massa, deixant freqüentment àmplies porcions del seu exèrcit desocupades en punts decisius.

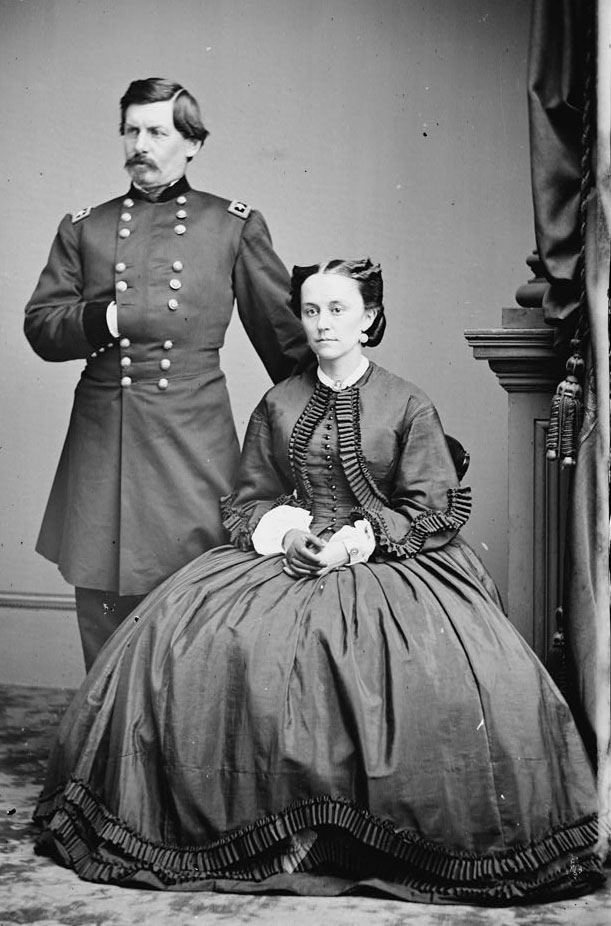
George B. McClellan i la seva dona, Ellen Mary Marcy McClellan

La Campanya de la Península de MacClellan, en 1862, acabà en fracàs, amb retirades pels atacs de l'Exèrcit de Virgínia, més petit, comandat pel general Robert E. Lee, i un incomplet pla per apoderar-se de Richmond, capital dels confederats. La seva actuació a la sagnant Batalla d'Antietam va aturar la invasió de Lee a Maryland, però permeté Lee de sumar un empat tàctic precari i evitar la destrucció, tot i ser superat en nombre d'efectius. Com a resultat d'això, la capacitat de lideratge de McClellan durant les batalles fou qüestionada pel president Abraham Lincoln, que finalment el rellevà del seu càrrec de general en cap, i després del càrrec de comandant de l'Exèrcit del Potomac. Lincoln oferí la seva famosa avaluació de McClellan: Si ell no pot lluitar per ell mateix, ha d'excel·lir fent que els altres estiguin llestos per lluitar. En efecte, McClellan era el més popular dels comandaments de l'exèrcit amb els seus soldats, que tenia la seva moral i el seu benestar com a cosa primordial.
Després de ser rellevat del comandament de les tropes, McClellan provà sort, infructuosament, en el Partit Demòcrata, en una nominació en què s'oposava a Lincoln per a ser escollit candidat a la presidència dels Estats Units. El seu bàndol tenia una plataforma anti-guerra, i prometia finalitzar la guerra i negociar amb els confederats. Fou governador de Nova Jersey des de 1878 fins a 1881. Finalment es convertí en escriptor, i defensà les seves accions durant la Campanya de la Península i la Guerra Civil.
Tot i que la major part d'experts moderns valoren McClellan com un pobre general en el camp de batalla, una petita però destacada facció d'historiadors mantenen que era un comandant altament capaç, però la seva reputacíó sofrí injustament a les mans dels partidaris de Lincoln, que necessitaven un boc expiatori pels revessos de la Unió. El seu llegat, per tant, desafia una categorització fàcil. Després de la guera, Ulysses S. Grant fou preguntat sobre com avaluava McClellan com a general. Ell respongué: "McClellan és per a mi un dels misteris de la guerra".